# Laibacher Wochenblatt zum Nutzen und Vergnügen
Laibacher Wochenblatt zum Nutzen und Vergnügen je bil časopis, ki je v letih 1804−1810 in 1814-1818 izhajal v Ljubljani pri tiskarni Kleinmayr, kot priloga časnika Laibacher Zeitung. Bil je bolj znanstvene kot razvedrilno-beletristične narave, saj je vseboval članke z zgodovinsko, topografsko tematiko, pesmi življenjepise in še kaj. Med bolj znanimi avtorji velja omeniti Valentina Vodnika ter Janeza Vesela (Jovan Koseski), ki je tukaj objavil prvi sonet v slovenskem jeziku Potshva (nem. Der Trost).
Leta 1819 ga je nadomestila nova priloga Illyrisches Blatt.